# Viking Crown
A Viking Crown Phil Anselmo black metal projektje volt. 1994-ben alakult New Orleans-ben és 2001-ben oszlott fel. A zenekar pályafutása alatt egy EP-t és két nagylemezt adott ki. A Viking Crown két nagylemezén Anselmo mellett Killjoy (Necrophagia) és akkori felesége, Stephanie Opal Enthroned is közreműködtek. Az együttes első EP-jén viszont csak Anselmo szerepelt. 2001-ben Phil Anselmo feloszlatta a projektet. A Viking Crown zenéjére a Hellhammer, a Venom és a Darkthrone hatott. Anselmo egy interjúban kijelentette, hogy a Viking Crown "béna" volt, és egyáltalán nem büszke a projektre. A zenekar első két kiadványát (EP, első nagylemez) a "Baphomet Records" kiadó jelentette meg, a második stúdióalbumot viszont a Season of Mist adta ki. Anselmo továbbá úgy érezte, hogy a Viking Crown "vicc együttes" és "rossz, rossz, rossz black metal", ezek a megjegyzések nem tetszettek Killjoy-nak, így közte és Anselmo között megromlott a viszony, ez vezetett az együttes feloszlásához.

## Tagok
- Phil Anselmo ("Anton Crowley" néven) - ének, összes hangszer, producer, mixelés (a második stúdióalbumon)
- Killjoy - ének
- Opal Enthroned - billentyűk

## Diszkográfia
- Unorthodox Steps of Ritual (EP, 1999)
- Innocence from Hell (2000)
- Banished Rhythmic Hate (2001)